# Bad Gastein
Bad Gastein (1906–1996 Badgastein) – gmina uzdrowiskowa w Austrii, w kraju związkowym Salzburg, w powiecie St. Johann im Pongau, leży w Wysokich Taurach, na wysokości 1002 metrów. Liczy 4171 mieszkańców (1 stycznia 2015). 
Największe austriackie uzdrowisko z cieplicami radioaktywnymi, znane już od czasów rzymskich, znany ośrodek turystyczno-wypoczynkowy. Ważne centrum kongresowe i ośrodek sportów zimowych.

## Sport
Rozgrywano tu między innymi zawody Pucharu Świata w narciarstwie alpejskim, Pucharu Świata w biathlonie i Pucharu Świata w snowboardzie. W 1958 roku rozegrano tu 15. Mistrzostwa Świata w Narciarstwie Alpejskim.
W Bad Gastein, w latach 2007–2015, rozgrywany był kobiecy turniej tenisowy, Nürnberger Gastein Ladies, zaliczany do rozgrywek WTA Tour.

## Zabytki
- kościół filialny pw. św. Mikołaja (St. Nikolaus) (1410–1420)
- neogotycki kościół parafialny (1866–1876)

## Linki zewnętrzne

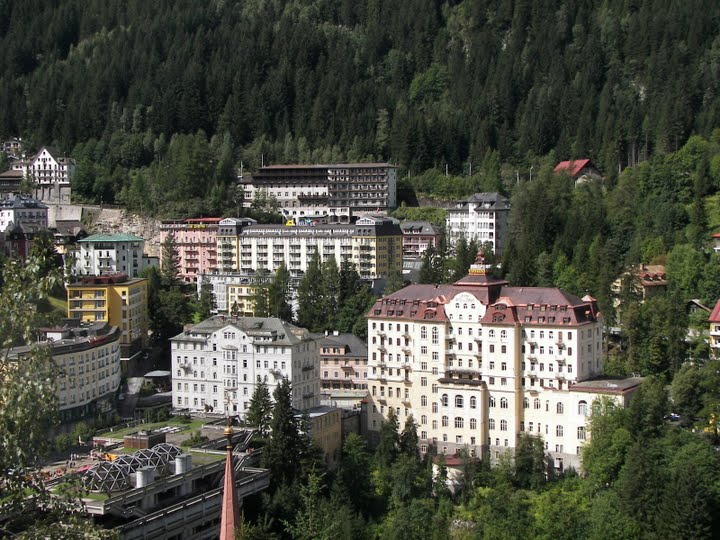
Bad Gastein

## Ośrodki narciarskie w pobliżu Bad Gastein
- Dorfgastein
- Bad Hofgastein
- Dorfgastein
- Sportgastein